# 高尾利数
高尾 利数（たかお としかず、1930年4月23日 - 2018年5月6日）は、日本の神学者、宗教学者、法政大学名誉教授。

## 来歴
山梨県都留市生まれ。長野県諏訪清陵高等学校を経て、1949年昭和大学医学部中退、1951年茨城キリスト教短期大学卒業、1953年アブリン・キリスト教大学文学部（アメリカテキサス州）卒業、1959年東京神学大学大学院組織神学専攻修士課程修了。茨城キリスト教短期大学専任講師、名古屋学院大学助教授、関東学院大学神学部助教授、法政大学第二教養部教授、法政大学社会学部教授、2001年3月定年退職、名誉教授。

## 著書
- キリスト教信仰序説 告白的素描 思想の科学社 1966
- イエスは全共闘をどう見るか キリスト証言としての全共闘 自由国民社 1969
- イエスの根源志向 新教出版社 1970 （原点双書）
- 神学の苦悶 キリスト教批判の根底 伝統と現代社 1976
- 人間的生き方への出発 幸福の倫理学 伝統と現代社 1977.4
- 聖書を読み直す 春秋社 1980.9 （春秋選書）
- 砂糖は体も心も狂わせる 学校・家庭内暴力も砂糖のとりすぎ ペガサス 1982.4
- 二十世紀の疫病-低血糖症 心身を蝕む恐るべき食原病 ペガサス 1984.11
- 宗教幻論 「現代」への批判的接近 社会評論社 1988.11
- ソシュールで読む聖書物語 情況出版 1993.4
- テキストとしての聖書 社会評論社 1993.4
- 自伝的聖書論 柏書房 1994.2
- キリスト教を知る事典 東京堂出版 1996.9
- イエスとは誰か 日本放送出版協会 1996.10 （NHKブックス）
- <宗教経験>のトポロジー 社会評論社 1997.2
- ブッダとは誰か 柏書房 2000.3
- 清澄の日々 ロマン諏訪中学 なとり企画広報社 2002.1
- 共生への道をさぐる 異文化の融和は可能か 日本放送出版協会 2002-03 （NHKシリーズ）

## 共編著
- キリスト教主義大学の死と再生 新教出版社 1969（今日のキリスト教双書）
- 教義学講座 1-2 佐藤敏夫共編 日本基督教団出版局 1970

## 翻訳
- 神学要綱 オットー・キルン 高森昭共訳 新教出版社 1962
- ルターからキェルケゴールまで ヤロスラヴ・ペリカン 聖文舎 1967
- 希望の神学 キリスト教的終末論の基礎づけと帰結の研究 モルトマン 新教出版社 1968
- 歴史と解釈学 C.E.ブラーテン 新教出版社 1969 （現代神学の潮流）
- マルクス主義者とキリスト者の対話 トーマス・W.オグレットリー編 日本基督教団出版局 1970
- 十九世紀のプロテスタント神学 上 岩波哲男,小樋井滋,佐藤敏夫共訳 カール・バルト著作集 11 新教出版社 1971.1
- ユダヤ主義の本質 ゲルショム・ショーレム 河出書房新社 1972
- ユダヤ主義と西欧 G.ショーレム 河出書房新社 1973
- キリスト教の中の無神論 脱出と御国との宗教のために エルンスト・ブロッホ 竹内豊治共訳 法政大学出版局 1975-79 (叢書・ウニベルシタス)
- ユダヤ教神秘主義 G.ショーレム 河出書房新社 1975
- キリスト教の悲惨 ヨアヒム・カール 法政大学出版局 1979.10（りぶらりあ選書）
- アラビア文化の遺産 ジクリト・フンケ みすず書房 1982.1
- 人生の意味の心理学 アルフレート・アドラー 春秋社 1984.5
- 希望のために闘う ペトラ・カリン・ケリー 春秋社 1985.7
- ジェノサイド 20世紀におけるその現実 レオ・クーパー 法政大学出版局 1986.8 （りぶらりあ選書）
- 人間知の心理学 アルフレート・アドラー 春秋社 1987.11
- 死海文書の謎 マイケル・ベイジェント,リチャード・リー 柏書房 1992.11 （ポテンティア叢書）
- 生き残ること ブルーノ・ベテルハイム 法政大学出版局 1992.8 （叢書・ウニベルシタス）
- イエスのミステリー 死海文書で謎を解く バーバラ・スィーリング 日本放送出版協会 1993.12
- 現代アドラー心理学 G.J.マナスター,R.J.コルシーニ 前田憲一共訳 春秋社 1995
- 神の歴史 ユダヤ・キリスト・イスラーム教全史 カレン・アームストロング 柏書房 1995.5（ポテンティア叢書）
- キリスト教とセックス戦争 西洋における女性観念の構造 カレン・アームストロング 柏書房 1996.9（ポテンティア叢書）
- 楽園を遠く離れて 『創世記』を読みなおす カレン・アームストロング 柏書房 1997.9

## 参考
- 「高尾利数教授略歴と主な業績」『社会志林』第47巻第4号、法政大学社会学部学会、2001年、7頁。